# Duguay-Trouin-klass
Duguay-Trouin-klassen var en klass av franska lätta kryssare som var de första stora franska krigsfartyg som byggdes efter första världskriget. De var snabba och ekonomiska, även om de hade en begränsad räckvidd. Dessa tre fartygs öde efter den franska kapitulationen illustrerar dikotomin inom de franska väpnade styrkorna vid den tiden: ett fartyg internerades och anslöt sig sedan till de fria franska styrkorna, ett annat attackerades två gånger av de allierade och förstördes, och det tredje avväpnades i en fransk kolonialhamn och sänktes därefter.

## Design
Utformningen av Duguay-Trouin-klassen var resultatet av en utdragen process som inleddes i mitten av 1919, med italienarna som troliga motståndare. En detaljerad design (Projekt 171) hade färdigställts i slutet av 1919, men det fanns betydande reservationer inom flottan och chefen för generalstaben drog tillbaka dem i februari 1920. Medan diskussionen fortsatte fanns det möjligheter att jämföra med andra flottors nya kryssare. De utländska konstruktionerna var överlägsna, särskilt gällande bestyckning.
I slutet av 1920, efter att ha granskat kopior av planerna för Omaha-klassen, hade man utarbetat fyra varianter. Alla fyra använde skrov baserade på Omaha-klassen, med åtta nykonstruerade 15,5 cm och fyra 7,5 cm luftvärnskanoner samt tolv torpedtuber. Skillnaderna låg i kombinationerna av eldkraft och skydd.
Design C valdes och detaljarbetet inleddes. Den nya klassen skulle drivas av oljeeldade växlade turbiner och kunna uppnå en maxhastighet på 34 knop (63 km/h). Huvudbeväpningen skulle vara en ny kanon av kaliber 15,5 cm med en räckvidd på 26 100 meter. Kalibern valdes för att använda samma 15,5 cm granater som tillverkades för armén. I strid visade sig detta vapen vara långsamt att använda. 7,5 cm luftvärnskanonerna var av modellen M1922.
Fartygen var lätt bepansrade med knappt splitterskyddade kanonsköldar, men en omfattande uppdelning med sexton tvärgående skott och ett dubbelskrov runt maskinrummen. Beställningar gjordes under 1922 på denna grund, trots bestämda försök att "förbättra" designen. Efter färdigställandet installerades enkla katapulter på varje fartygs kvartsdäck, till en början med två Gourdou-Leseurre GL-812 HY-pontonflygplan, senare GL-832. Duguay-Trouin och Primauguet utrustades senare med en enda Loire 130-flygbåt på 1930-talet.

## Skepp i klassen

### Duguay-Trouin
Duguay-Trouin färdigställdes den 2 november 1926 och tjänstgjorde kort i Franska Indokina 1931. Hon patrullerade i Atlanten för att söka efter tyska fartyg efter att andra världskriget hade inletts. Hon patrullerade i Medelhavet från maj 1940 och befann sig i Alexandria med brittiska Styrka X när Frankrike kapitulerade. Fartyget låg demilitariserat i Alexandria i tre år tills det byggdes om med början i augusti 1943 genom att torpedtuber avlägsnades och luftvärnsbestyckningen utökades med femton Oerlikon 20 mm kanoner och sex 13,2 mm Hotchkiss-kulsprutor. Luftvärnsbeväpningen modifierades 1944 till tjugo 20 mm och sex Bofors 40 mm automatkanoner, och radarsystem lades till. 1944 återvände Duguay-Trouin till Medelhavet för att stödja Operation Dragoon och bombardemanget av tyska positioner i Italien. 1944 återvände hon till Franska Indokina för operationer mot Vietminh tills hon skrotades den 29 mars 1952.

### Lamotte-Picquet
Lamotte-Picquet färdigställdes den 5 mars 1927 och skickades till Franska Indokina 1935. Hon var amiral Jean Decoux flaggskepp för de franska flottstyrkorna i Fjärran Östern under slaget vid Ko Chang den 17 januari 1941 mot den thailändska flottan. Hon togs ur tjänst i Saigon 1942 där hon tjänstgjorde som kasernfartyg tills hon sänktes av USA:s Task Force 58-flygplan den 12 januari 1945.

### Primauguet
Primauguet färdigställdes den 1 april 1927 och var utplacerad i Franska Indokina från 1932 till dess att andra världskriget inleddes i september 1939. Därefter genomförde hon patruller på Atlanten och evakuerade franskt guld till Nordafrika. Hon återtog fraktfartyget Fort de France som hade beslagtagits av Royal Navy på väg från Martinique till Frankrike. År 1942 fick Primauguet sitt luftvärnsbatteri utökat med två 25 mm Hotchkiss luftvärnskanoner och tjugo 13,2 mm kulsprutor. Hon sänktes av slagskeppet USS Massachusetts och kryssaren USS Wichita den 8 november 1942 under sjöslaget vid Casablanca.